# Faisà venerat
El faisà venerat (Syrmaticus reevesii) és una espècie d'ocell de la família dels fasiànids (Phasianidae) que habita zones d'herbes altes o arbusts i boscos clars del centre de la Xina.